# When Aliens Meet A Drop of Water
When Aliens meet a Drop of Water is het debuut-muziekalbum van Ralf Wadephul (hier W.A. dePHUL genoemd). Het album bestaat uit elektronische muziek in de stijl van Tangerine Dream, de band waar hij ooit deel van uitmaakte. Alle instrumenten worden door hem bespeeld en alle composities zijn van hem. Alleen saxofoon en gitaar worden door niet nader genoemden gespeeld.

## Composities
1. To Earth? Why not (1:00)
2. Cosmic cruiser (3:46)
3. 1st Sunlight (4:43)
4. Endless blue (5:58)
5. Into the thunder (5:27)
6. Suffering sharks (7:08)
7. Neptun’s cave (10:53)
8. Paradise island (5:29)
9. Praying for rain (5:14)
10. Dancing with the clouds (4;54)
11. Melancholy of nature (5:09)
12. Sunset raga (3:01)
13. Going home (4:34)